# Ardisia brevipes
Ardisia brevipes är en viveväxtart som beskrevs av Cyrus Longworth Lundell. Ardisia brevipes ingår i släktet Ardisia och familjen viveväxter. Inga underarter finns listade i Catalogue of Life.